# Храм IV (Тикаль)
Храм IV — мезоамериканский пирамидальный храм в Тикале, на севере Гватемалы. Это одно из высочайших и крупных зданий народа майя. Построен примерно в 741 году, находится к западу от центральной площади. У храма встречаются две сакбе: одна идёт от центральной площади, а другая уходит на северо-восток. Храм IV — высочайшее всё ещё стоящее сооружение Нового Света, построенное до Колумба, хотя теотиуаканская Пирамида Солнца могла быть выше в прошлом. Архитектурный стиль храма IV в целом похож на другие крупные храмы города.
Храм был возведён в честь правления 27-го правителя Тикаля, Икин-Чан-Кавиля, хотя он мог быть построен и после его смерти, для захоронения. Одно из вероятных мест захоронения тела Икин-Чан-Кавиля находится под храмом. Святилище на верху пирамиды обращено на восток, прямо перед ним виднеется Храм III, а за ним — храмы II и I.
Участники «проекта „Тикаль“» Пенсильванского университета укрепляли руины в 1964 и 1969 годах, а также осуществили небольшие реставрационные мероприятия на святилище. Национальный проект «Тикаль» (исп. Proyecto Nacional Tikal) выполнил экстренный ремонт здания во второй половине 1970-х годов.

## Пирамида

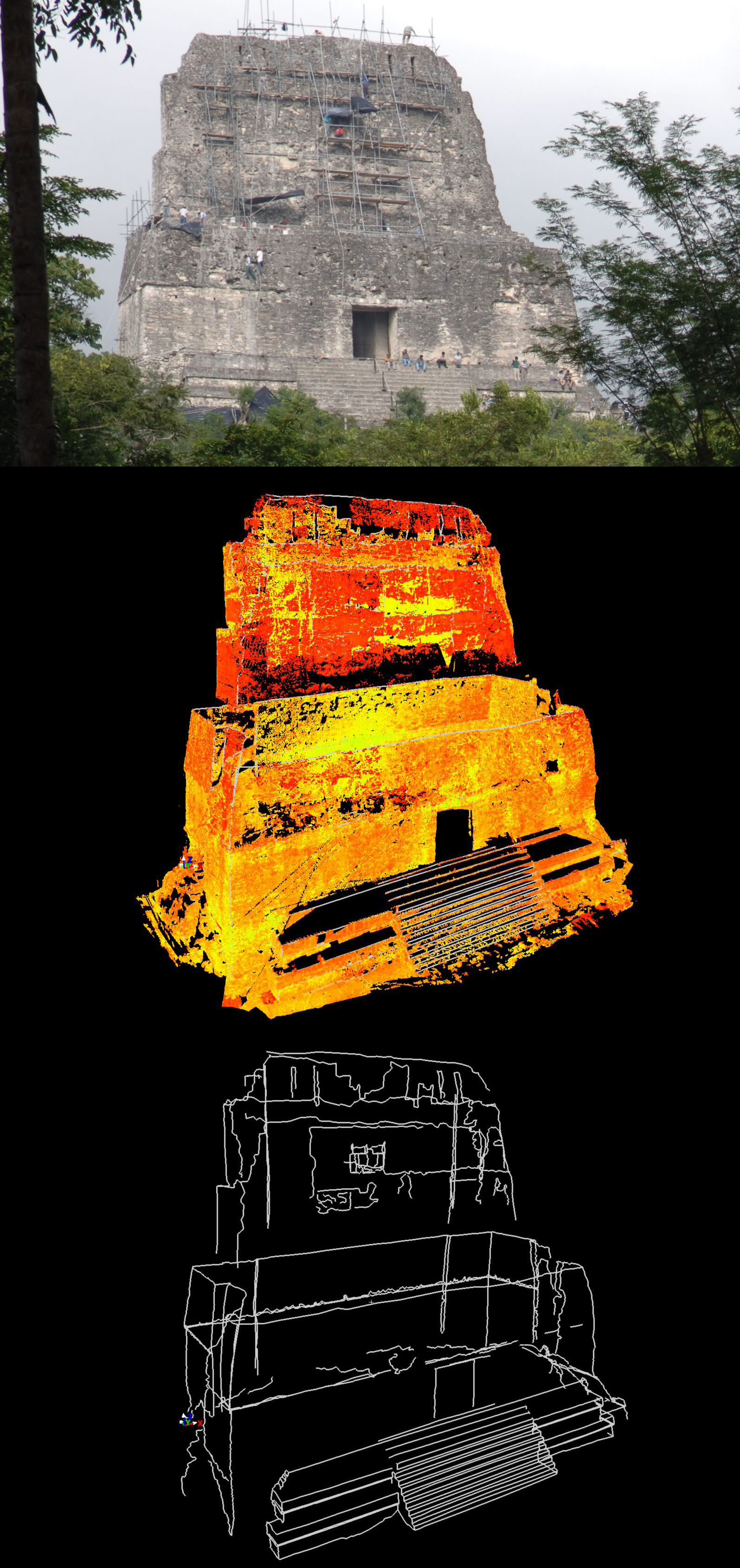
Святилище и гребень крыши

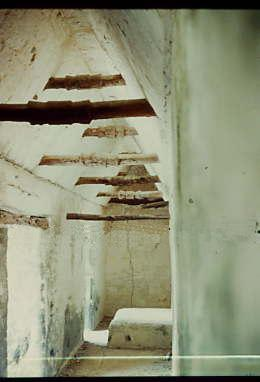
Внутри святилища

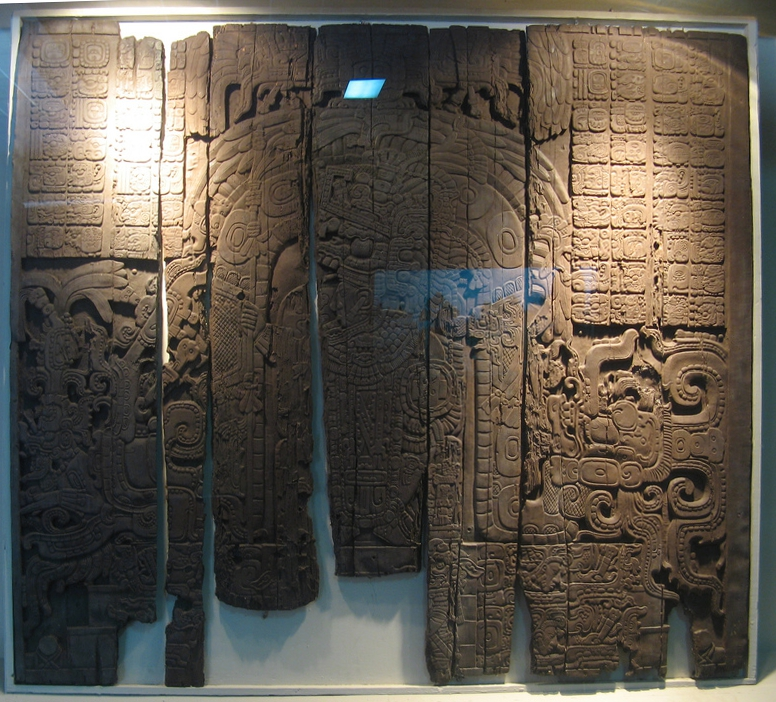
Притолока № 3

Пирамида стоит на прямоугольном основании, длинная сторона направлена с севера на юг. Высота храма от платформы до верха кровельного гребня 64,6 метров. По оценкам, на строительство пошло 190 000 м³ материала. Гребень крыши имеет высоту 12,86 метров и имеет три уровня, в каждом из них по три помещения; на его лицевой части располагалась огромная скульптурная мозаика. Ранее гребень был ещё выше.
Первый уровень пирамиды имеет размеры 88 × 65 метров, а последний — 38,5 × 19,6 м. Пирамида построена на вершине огромной двухуровневой платформы 144 × 108 метров. Забраться по ней можно было по 44-метровой лестнице. Платформа выполнена очень качественно и потребовала огромное количество строительных материалов. К святилищу на верхнем уровне пирамиды ведёт лестница шириной 16,3 м; у основания святилища находятся пустая стела и алтарь (стела 43 и алтарь 35). Святлилище частично восстановлено, его стены достигают 12-метровой толщины. Платформа, поддерживающая святилище, имеет величину 33 × 20 метров и имеет неправильную форму. На ней стоит другая, плохо сохранившаяся, платформа высотой 0,9 метров.

## Святилище
Размеры святилища — 31,9 × 12,1 метров, максимальная высота без гребня — 8,9 метров. Внешние стены святилища вертикальны, в отличие от остальных наклонных. Верхняя часть внешних стен образует фриз, на котором с восточной стороны были укреплены три огромные каменные мозаичные маски. Центральная маска располагалась прямо над входом, а остальные две находились по бокам.
В святилище одна за другой располагаются три комнаты, разделённые дверными проёмами с резными деревянными притолоками из саподиллы. Эти комнаты — единственные доступные помещения в храме. Первая притолока не имеет резьбы, а вторая и третья искусно украшены. В 1877 году Густав Бернулли снял их со своего места, и теперь они хранятся в Музее Культур в Швейцарии. Резьба по дереву была выполнена вне храма, готовые притолоки занесли в храм и установили на проёмы. Задачу осложняло то, что древесина саподиллы очень тяжёлая (1120 кг/м³). Крыша и кровельный гребень были установлены уже после притолок.
Согласно надписям на притолоках, храм был построен в 741 году, что подтверждается радиоуглеродным анализом (720±60 лет).
Притолока № 3 имеет размеры 1,76 × 2,05 метров, резьба представляет собой барельеф. На ней изображён Икин-Чан-Кавиль, сидящий на носилках под аркой небесного змея. Притолока призвана напоминать о победе Икин-Чан-Кавиля над государством Эль-Перу в 743 году. На ней нанесено 64 знака письменности майя.

## Дополнительно
- Ponciano, Erick; Jari López; Nicte Mazariegos; José Maria Anavisca. Arquitectura monumental en la dedicación de templos dinasticos, Templo IV, Tikal, Petén (исп.) // Simposio de Investigaciones Arqueológicas en Guatemala : diario. — Guatemala City, Guatemala: Ministerio de Cultura y Deportes, Instituto de Antropología e Historia and Asociación Tikal, 2012. — V. XXV (2011). — P. 905—909. Архивировано 3 ноября 2014 года.